# Батеньовско възвишение
Батеньовското възвишение (на руски: Батенëвский кряж) е възвишение в Южен Сибир, явяващо се източно разклонение на планината Кузнецки Алатау, разположено на териториите на Република Хакасия. Простира се в посока запад-югозапад – изток-североизток на протежение около 100 km, между Чулимо-Енисейската котловина на север и Абаканската степ на юг. На изток достига до долината на река Енисей. На югозапад се издига най-високата му точка 1249 m и там се свързва с останалата част на Кузнецки Алатау. Изградено е основно от пясъчници, конгломерати, варовици и други ефузивни материали. Източната му ниска, приенисейска част е силно разчленена от долините на малки реки (Ерба, Тес, Кокса), леви притоци на Енисей. Освен тях от него водят началото си реките Боря (ляв приток на Абакан и Сон (влива се в безотточното езеро Шира). В югозападните му части доминират лиственично-брезовите гори, а на североизток – планинската степ. На югозападния му склон е разположен град Сорск, в близост до който има голямо молибденово находище.

## Топографски карти
- N-45-А, М 1:500 000[2]